# (1133) Lugduna
(1133) Lugduna es el asteroide número 1133, en el cinturón principal. Fue descubierto por el astrónomo Hendrik van Gent desde la estación meridional de Leiden en Johannesburgo, República Sudaficana, el 13 de septiembre de 1929. Su designación alternativa es 1929 RC1. Está nombrado por la ciudad neerlandesa de Leiden, cuya forma en latín en Lugdunum Batavorum.
Lugduna forma parte de la familia asteroidal de Flora.